# Roque Cano
Roque Cano este o arie protejată (arie specială de conservare — SAC, sit de importanță comunitară — SCI) din Spania întinsă pe o suprafață de 57,1 ha, integral pe uscat.

## Localizare
Centrul sitului Roque Cano este situat la coordonatele 28°10′57″N 17°15′27″W / 28.1826°N 17.2576°V.

## Înființare
Situl Roque Cano a fost declarat sit de importanță comunitară în octombrie 1999 pentru a proteja 1 specie de plante. Situl a fost protejat și ca arie specială de conservare în ianuarie 2010.

## Biodiversitate
Situată în ecoregiunea , aria protejată conține 4 habitate naturale: Pajiști macaroneziene cu vegetație endemică, Pante stâncoase silicioase cu vegetație casmofită, Păduri endemice cu Juniperus spp., Păduri de Olea și Ceratonia.
La baza desemnării sitului se află o specie protejată de  plante: euphorbia bourgaeana (Euphorbia bourgeana).